# Tomé Vera Cruz
Tomé Soares da Vera Cruz (23 de julho de 1956) é um político de São Tomé e Príncipe que serviu como primeiro-ministro de seu país de abril de 2006 a fevereiro de 2008. Antes de se tornar primeiro-ministro, foi Ministro da Informação e Integração Regional.

## Biografia
Concluiu seu ensino secundário no Liceu Nacional de São Tomé e Príncipe, em 1975, formando-se, em 1983, em engenharia eletrônica na Universidade Politécnica de Timișoara, na Romênia.
Sua carreia política iniciou ao tornar-se diretor-geral da Empresa de Água e Eletricidade, ganhando destaque ao servir como Ministro dos Recursos Naturais no governo do MLSTP, de 9 de agosto de 2003 a 5 de março de 2004.
Já secretário-geral do Movimento Democrático das Forças da Mudança-Partido Liberal (MDFM-PL), viu seu partido, em uma coalizão com o Partido da Convergência Democrática (PCD), ganhar o maior número de assentos (23) nas eleições legislativas realizadas em 26 de março de 2006. Vera Cruz tornou-se primeiro-ministro em 21 de abril de 2006.
Visitou Angola por três dias, a partir de 24 de outubro de 2007 para discutir a cooperação bilateral e o fortalecimento dos laços históricos e culturais.
Vera Cruz anunciou sua demissão em 7 de fevereiro de 2008 e foi sucedido por Patrice Trovoada em 14 de fevereiro de 2008.
Entre março de 2008 e Setembro 2010 foi deputado da Bancada Parlamentar do MDFM/PL, sendo membro efectivo da 2ª Comissão Especializada do Parlamento.
Chegou a anunciar sua candidatura a presidente nas eleições de 2016, declinando em seguida.